# Kết cấu xây dựng
Kết cấu xây dựng là cơ kết cấu của các cấu kiện xây dựng. Kết tiếng Hán (結) có nghĩa là thắt nút, liên kết và cấu (構) có nghĩa là làm ra, tạo ra hay tác phẩm. Kết cấu hoặc tĩnh học (tiếng Anh là statics, tiếng Đức là Statik) trong tiếng Hy Lạp cổ là statike (techne) có nghĩa (nghệ thuật của) cân bằng, hoặc statikos là mang lại trạng thái cân bằng. Kết cấu xây dựng phục vụ việc tính toán và thiết kế công trình trong ngành xây dựng. Đó là một công cụ cho việc thiết kế xây dựng và cùng với lý thuyết mô hình hóa và lý thuyết cấu kiện, nó hình thành nên lý thuyết công trình.
Nội dung của nó bao gồm việc tính toán các lực đỡ, nội lực và biến dạng do tác động của ngoại lực lên một hệ chịu lực của công trình xây dựng. Bên cạnh tĩnh lực còn có các tác động khác: thay đổi nhiệt độ, co ngót ẩm, từ biến, biến dạng gối. Lý thuyết độ bền vật liệu  (ví dụ lý thiết đàn hồi - elasticity, lý thuyết chảy - plasticity) cũng thuộc về kết cấu xây dựng. Kết cấu xây dựng là cơ sở cho việc thiết kế công trình trong trạng thới giới hạn độ bền (ultra limit states - ULS) và trạng thái giới hạn làm việc (serviceability limit states - SLS)

## Giới hạn và các khái niệm
Khái niệm Tĩnh học, Cơ học hoặc Cơ kết cấu thường được dùng lẫn lộn và gắn với mặt toán học, vật lý học lý thuyết, trong khi Kết cấu xây dựng hoặc Cơ kết cấu xây dựng có mục đích ứng dụng Cơ học hoặc cơ kết cấu vào trong ngành xây dựng. Vì vậy việc kiến tạo hệ chịu lực công trình và thiết kế cấu kiện (xác định kích thước yêu cầu, mặt cắt, lượng cốt thép, v.v.) được đặt lên hàng đầu.
Nhà kết cấu xây dựng hoặc nhà thiết kế xây dựng - thường là Kỹ sư xây dựng hơn là Kiến trúc sư - đảm nhiệm công việc thiết kế xây dựng.

## Nhiệm vụ
Kết quả cuối cùng của việc thiết kế xây dựng là các bản tính kết cấu và thuyết minh chứng tỏ hệ chịu lực đã chọn thỏa mãn các tiêu chuẩn xây dựng bắt buộc.
Yêu cầu cơ bản quan trọng nhất của kết cấu xây dựng cũng như cơ kết cấu là hệ chịu lực phải nằm trong trạng thái cân bằng ổn định. Một phần quan trọng trong kết cấu xây dựng là mô hình hóa hệ chịu lực mẫu từ công trình xây dựng phức tạp (ngôn ngữ trong ngành còn gọi là "bổ kết cấu") làm sao để làm sao tính toán được trong giới hạn công sức hợp lý kinh tế.
Quá trình tính toán kết cấu xây dựng tiếp tục với việc xác định ngoại lực tác động (Chú thích: tác giả dùng từ [ngoại tác] thay cho tải trọng hoặc ngoại lực vì ngoài tác nhân lực - trọng lực, gió, động đất, v.v. - ra còn có thể có các tác nhân không phải là lực khác là nhiệt, biến dạng cưỡng bức, v.v.). Từ đó có thể tính được các nội lực trong các cấu kiện. Lực tác động sẽ được truyền qua các cấu kiện xuống đến nền móng công trình.
Hệ chịu lực - Kết cấu xây dựng chia làm hai nhóm Hệ chịu lực
- Hệ thanh và Hệ giàn (Thanh, Dầm, Cột, Khung)
- Hệ chịu lực mặt, bao gồm Bản, Tấm, Vỏ cứng và Màng

Ngoại tác (ngoại lực, tải trọng)của một hệ chịu lực trong kết cấu xây dựng phải chú ý đến bao gồm:
- Trọng lực
- Lực giao thông
- Lực gió
- Lực sử dụng
- Lực nước
- Lực đất
- Động đất
- Nhiệt
- Cưỡng bức
- v.v.

Các lực động (va chạm, rung, dao động, động đất, v.v.) thường được tính quy chuyển sang một lực tĩnh trước khi dùng để tính toán cho công trình xây dựng.

## Tính toán kết cấu xây dựng

### Lý thuyết tính
Các lý thuyết tính toán cho kết cấu dựa trên các giả thuyết gần đúng, trong đó quan trọng phải kể đến lý thuyết bậc I, bậc II, bậc III:
- Lý thuyết bậc I: tính toán các lực trên một hệ chịu lực không biến dạng. Điều này có nghĩa là các biến đổi hình học của hệ chịu lực do tải trọng tác động bị bỏ qua. Việc này chỉ được chấp nhận khi biến dạng nhỏ không làm ảnh hưởng đến kết quả tính toán. Khi việc ổn định của hệ chịu lực có nguy cơ bị ảnh hưởng thì việc tính toán thay đổi hình học của hệ chịu lực biến dạng phải được chú trọng. Ngoài ra nhìn chung các sai lệch không mong muốn của hệ chịu lực so với hình học thiết kế (ví dụ độ lệch xiên của cột) và các tiền biến dạng của cấu kiện (ví dụ độ cong của các thanh chịu nén) cần phải được chú ý.
- Lý thuyết bậc II: việc quay của một cấu kiện nhỏ đủ bỏ qua. Từ giả thiết này có thể tính gần đúng sin φ = φ và cos φ = 1.
- Lý thuyết bậc III: tính toán xét đến độ quay của hệ chịu lực.

Khi ổn định của hệ chịu lực (ví dụ do gãy (!?)  phồng (!?), đặc biệt khi tính toán cho vật liệu mảnh như thép, nhôm, v.v.]) thì người tính phải tính toán cho các tiêu chuẩn đặc biệt cho loại biến dạng phá hoại này.

### Phương pháp tính
Các phương pháp tính toán cơ bản:
- Phương pháp lực
- Phương pháp chuyển vị
  - Phương pháp chuyển vị cổ điển
  - Phương pháp tính máy (Phần tử hữu hạn - FEM)

## Phân loại Kết cấu xây dựng
Kết cấu xây dựng có thể được phân loại theo Vật liệu xây dựng qua đó cũng có phương pháp tính toán và quy trình thiết kế khác nhau:
- Xây dựng khối: Bê tông, Bê tông cốt thép, Bê tông dự ứng lực, Gạch
- Xây dựng thép: Thép và các kim loại khác, đặc biệt là Nhôm
- Xây dựng liên kết: Bê tông và thép
- Xây dựng gỗ: Gỗ
- Xây dựng chất dẻo: Chất dẻo
- Xây dựng nền móng: đất, đá
- Thủy tinh
- v.v.

Ngoài ra kết cấu xây dựng có thể phân loại theo dạng công trình:
- Kết cấu xây dựng cao tầng: nhà thấp tầng, nhà cao tầng, nhà công nghiệp, v.v.
- Kết cấu cầu: cầu giản đơn, cầu dây văng, cầu treo, v.v.
- Kết cấu hầm: hầm đi bộ, hầm qua núi, mêtrô, v.v.